# مركز تازارين (تازارين)
مركز تازارين هي إحدى مشيخات المملكة المغربية، تتبع جغرافيا لإقليم زاكورة وإداريًا لتازارين. يقدر عدد سكانها بـ 594 نسمة حسب الإحصاء الرسمي للسكان والسكنى لسنة 2004.